# Приіскова
При́іскова (рос. При́исковая) — проміжна залізнична станція Могочинського регіону Забайкальської залізниці Росії на дільниці Каримська — Куенга між станціями Холбон (31 км) та Бянкіно (25 км). Розташована у селищі міського типу Приісковий Нерчинського району Забайкальського краю.

## Історія

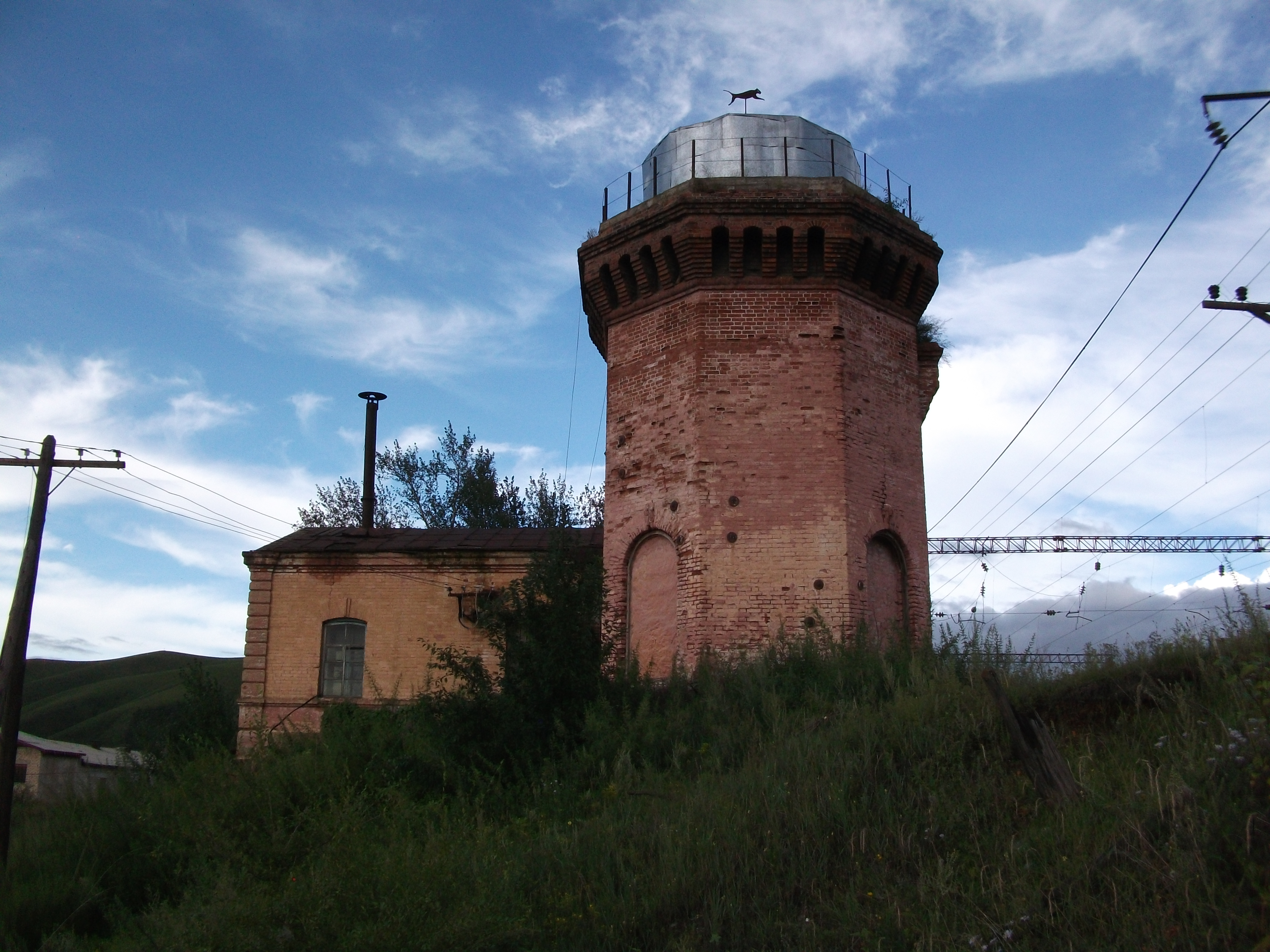
Водонапірна башта біля залізничного вокзалу

Станція відкрита 1900 року в ході будівництва Транссибірської магістралі.

## Пасажирсье сполучення
На станції зупиняються поїзди далекого та приміського сполучення.